# 阮生輝
阮生辉（越南语：／；1862年—1929年），原名阮生色（越南语：／），越南阮朝官员。

## 生平
阮生辉是乂安省英山府南塘县林盛總鐘巨社金莲村（今屬乂安省南壇縣金蓮社金蓮村）人，嗣德十五年（1862年）出生。父阮生任，乂安清漳人。他的妻子黄氏鸾是他养父兼老师的女儿。成泰六年（1894年），阮生辉參加鄉試，考中乂安場举人。成泰十三年（1901年）參加庭試，考中副榜。阮生辉考中副榜后未及授官便回乡养病。成泰十八年（1906年）闰四月，阮生辉病愈，申请授官，被任命为检讨，充礼部承办。維新二年（1908年）二月，升修撰，署著作，仍充礼部承办。维新三年（1909年）二月，实授著作，仍充礼部承办。同年（1909年）四月，平溪县知县出缺，阮生辉改授同知府领平溪县（今西山县）知县。
維新四年（1910年），阮生辉在审讯案件时对谢光施加鞭笞之刑。两个月后，谢光因鞭笞之伤去世，阮生辉因此被追究责任而降四级，并追赔死者谢光收埋银十两。

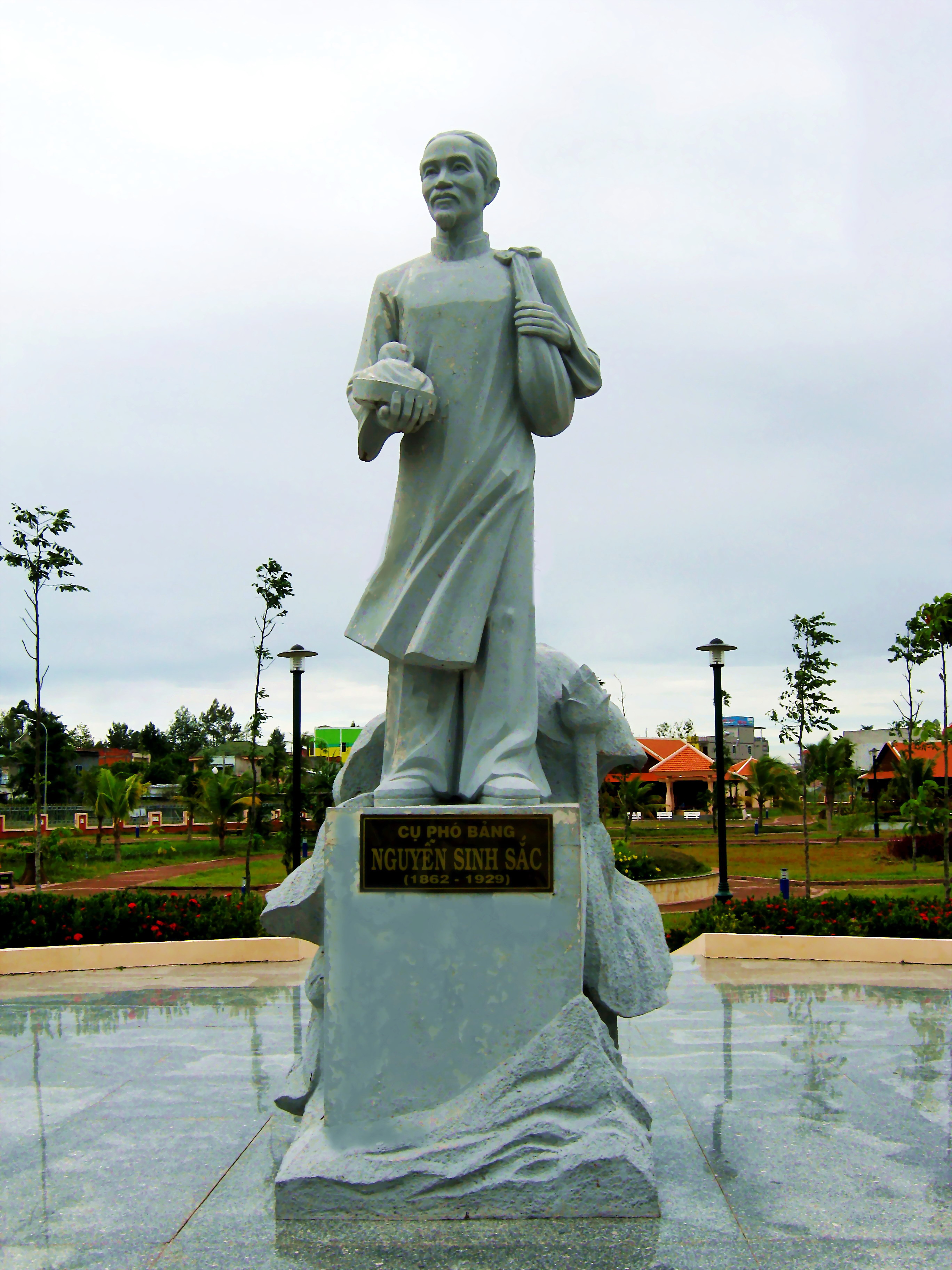
阮生色

阮生辉与黄氏鸾之子阮生恭，就是日后越南共产党著名的领导人胡志明。他的故居被改造为金莲博物馆。